# NGC 7538
NGC 7538 is een H-II-gebied in het sterrenbeeld Cepheus. Het hemelobject werd op 3 november 1787 ontdekt door de Duits-Britse astronoom William Herschel.

## Synoniemen
- LBN 542